# Vittus Steenholdt
Vittus Frederik Steenholdt (* 18. August 1808 in Upernavik; † 13. Februar 1862 in Ilulissat) war ein dänisch-grönländischer Katechet, Hochschullehrer und Übersetzer.

## Leben
Vittus Steenholdt war der Sohn des dänischen Handelsassistenten Niels Larsen Steenholdt (1766–1822) und seiner grönländisch-dänischen Frau Ane Lyngbye (1767–1830). Er stellte sich jung schon als begabt heraus und wurde bald in Aasiaat von Peder Kragh gelehrt, bei dem er dann als Pflegesohn lebte. Er war sprachlich und musikalisch begabt und war ab 1826 als Organist, Katechet, Hilfslehrer und Übersetzer unter Kragh tätig. Am 8. September 1830 heiratete er in Aasiaat Ane Clara Geisler (1812–1857), Tochter des Kolonialverwalters Johan Christian Geisler (1779–1836) und seiner grönländischen Frau Karen Nicolaisdatter (1784–1861). 1840 wurde er zum Oberkatecheten in Ilulissat ernannt.
1845 wurde das Seminarium in Ilulissat eröffnet und Vittus Steenholdt wurde zum Lehrer ernannt. Da der Leiter meist nicht vor Ort war, oblag Vittus Steenholdt die Arbeit im Seminarium. Dafür übersetzte er mehrere Lehrbücher ins Grönländische, die Bibelgeschichte von Carl Frederik Balslev und große Teile des Neuen Testaments. Dazu schrieb er 1860 die Abhandlung Illerkuksamut imaloneet illuarnermik ajokersout (Eine Belehrung über Moral und Rechtschaffenheit). Das vor allem von Vittus Steenholdt geprägte Seminarium in Ilulissat war anfangs deutlich erfolgreicher als das in Nuuk. Die Schüler wurden vor allem im Dänischen unterrichtet. Aufgrund ihrer guten Ausbildung waren sie qualifiziert genug, um Pastoren zu werden, aber in Dänemark sah man die Ernennung von Grönländern zu Pastoren äußerst kritisch. Nachdem der Schüler Tobias Mørch als erster Grönländer ordentlich ordiniert worden war (Frederik Berthelsen war rund 60 Jahre zuvor aus Not ordiniert worden), wurde das Seminarium in Ilulissat geschlossen.
Als Samuel Kleinschmidt 1851 die erste normierte grönländische Orthografie schuf, so war er deutlich von Vittus Steenholdt beeinflusst, dessen Sprachfähigkeiten und eigene Orthografie er sehr schätzte. Unter anderem hatte er Kleinschmidt auch eine überarbeitete Version des Wörterbuchs von Otto Fabricius zukommen lassen. Es heißt, dass Vittus Steenholdt seiner Zeit weit voraus war.
Nachdem seine erste Frau gestorben war, heiratete Vittus Steenholdt am 28. August 1857 in Ilulissat Birgithe Charlotte Kristine Sandgreen (1836–1859), Tochter des Zimmermanns Levi Christopher Nicolai Sandgreen und seiner Frau Karen Motzfeldt, einer Tochter von Peter Hanning Motzfeldt. Sie starb zwei Jahre nach der Hochzeit und Vittus Steenholdt ehelichte am 21. September 1860 in Ilulissat in dritter Ehe die Grönländerin Mathilde Kristine (1822–1868), Tochter von Jørgen Christopher und seiner Frau Caroline. Vittus Steenholdt starb anderthalb Jahre später im Alter von 53 Jahren.